# Scomberesox
Genre
Les Scomberesox forment un genre de poissons parfois appelés balaous, dont on rencontre les espèces dans les océans Atlantique, Pacifique et Indien.

## Liste des espèces
- Scomberesox saurus (Walbaum, 1792) - balaou
- Scomberesox simulans (Hubbs et Wisner, 1980)